# 切維奧

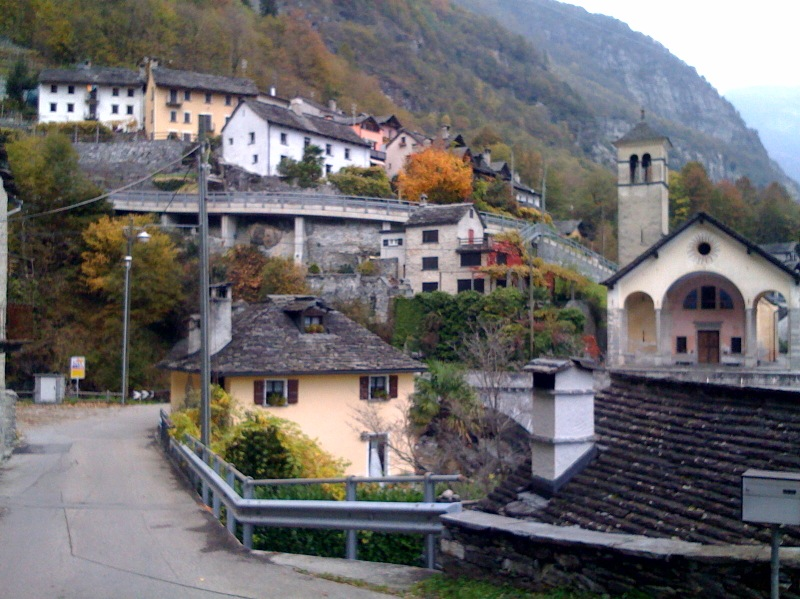

切維奧是瑞士的城鎮，位於該國南部，由提契諾州負責管轄，面積151.42平方公里，海拔高度421米，2011年人口1,174，八成人口信奉羅馬天主教，人口密度每平方公里8人。

## 外部連結
- Official website （页面存档备份，存于） （意大利文）